# Facet też kobieta
Facet też kobieta (Work It, 2012) – amerykański serial telewizyjny nadawany przez stację ABC od 3 stycznia 2012 roku. W Polsce premiera serialu odbyła się na antenie Comedy Central dnia 8 października 2012 roku. Stworzony przez Andrew Reicha i Teda Cohena.

## Opis fabuły
Serial koncentruje się na dwóch bezrobotnych mężczyznach, którzy wierzą, że obecna recesja gospodarcza oraz brak pracy dotknął bardziej mężczyzn niż kobiety. Lee (Ben Koldyke) i Angel (Amaury Nolasco) postanawiają udawać kobiety, by dostać pracę przedstawicieli firmy farmaceutycznej.

## Obsada
- Ben Koldyke jako Lee Standish
- Amaury Nolasco jako Angel Ortiz
- Beth Lacke jako Connie Standish
- John Caparulo jako Brian
- Rebecca Mader jako Grace
- Rochelle Aytes jako Vanessa
- Kate Reinders jako Kelly
- Kirstin Eggers jako Kristin
- Hannah Sullivan jako Kat Standish

## Spis odcinków
| Światowa premiera | Polska premiera | N/o | Angielski tytuł              |
| ----------------- | --------------- | --- | ---------------------------- |
|                   |                 |     |                              |
| SERIA PIERWSZA    |                 |     |                              |
|                   |                 |     |                              |
| 03.01.2012        | 08.10.2012      | 01  | Pilot                        |
|                   |                 |     |                              |
| 10.01.2012        | 09.10.2012      | 02  | Shake Your Money Maker       |
|                   |                 |     |                              |
| niewyemitowany    | 10.10.2012      | 03  | Girl Fight                   |
|                   |                 |     |                              |
| niewyemitowany    | 11.10.2012      | 04  | Field of Schemes             |
|                   |                 |     |                              |
| niewyemitowany    |                 | 05  | Close Shave                  |
|                   |                 |     |                              |
| niewyemitowany    |                 | 06  | Space Invaders               |
|                   |                 |     |                              |
| niewyemitowany    |                 | 07  | Breast Awareness Week        |
|                   |                 |     |                              |
| niewyemitowany    |                 | 08  | Immaculate Deception         |
|                   |                 |     |                              |
| niewyemitowany    |                 | 09  | Surprise Package             |
|                   |                 |     |                              |
| niewyemitowany    |                 | 10  | Hunger Games                 |
|                   |                 |     |                              |
| niewyemitowany    |                 | 11  | Cinderella Story             |
|                   |                 |     |                              |
| niewyemitowany    |                 | 12  | Masquerade Balls             |
|                   |                 |     |                              |
| niewyemitowany    |                 | 13  | My So-Called Mid-Life Crisis |
|                   |                 |     |                              |

## Odbiór
Produkcja wywołała lawinę negatywnych recenzji wśród krytyków. Serwis Metacritic dał notę 19 punktów na 100. IGN odcinek pilotażowy ocenił na 0, co nie zdarzyło się od 1998 roku. USA Today natomiast dał jedną gwiazdkę na cztery. "To jeden z najgorszych seriali komediowych w dziejach" - uznała Maureen Ryan z HuffPost TV.
Serial wywołał też kontrowersje. Grupa LGBT wyraziła zaniepokojenie stwierdzając, że serial trywializuje przeszkody napotykane przez osoby transgenderyczne w miejscu pracy. Grupy, które także sprzeciwiły się produkcji to m.in. Human Rights Campaign, the Los Angeles Gay and Lesbian Center's Transgender Economic Empowerment Program i the Transgender Law Center. Twórcy narazili się także opinii publicznej kwestią, którą wypowiada bohater grany przez Amaury'ego Nolasco: "Jestem z Portoryko. Byłbym świetny w sprzedawaniu narkotyków".
"Dowcip" ten wywołał falę oburzenia na Facebooku i Twitterze. Przed studiem ABC w Nowym Jorku przeszła demonstracja.